# Голубцово (Московская область)
Голубцово — деревня в Волоколамском районе Московской области России. Входит в состав сельского поселения Кашинское. Население — 7 чел. (2010).

## География
Деревня Голубцово расположена на северо-западе Московской области, в центральной части Волоколамского района, примерно в 6 км к северо-востоку от города Волоколамска, неподалёку от истока реки Чёрной (бассейн Иваньковского водохранилища).
Связана автобусным сообщением с районным центром. Соседние населённые пункты — деревни Авдотьино, Быково и Строково.

## Население
| 1852 | 1859 | 1926 | 2002 | 2006 | 2010 |
| ---- | ---- | ---- | ---- | ---- | ---- |
| 196  | ↗203 | ↗310 | ↘3   | ↘1   | ↗7   |

## История
В «Списке населённых мест» 1862 года Голубцево — казённая деревня 2-го стана Волоколамского уезда Московской губернии по правую сторону Клинского тракта (из Волоколамска), в 5 верстах от уездного города, при колодце и прудах, с 27 дворами, фабрикой и 203 жителями (91 мужчина, 112 женщин).
По данным 1890 года входило в состав Аннинской волости Волоколамского уезда, число душ мужского пола составляло 88 человек.
В 1913 году — 48 дворов, чайная и 2 небольшие фабрики.
По материалам Всесоюзной переписи 1926 года — деревня Авдотьинского сельсовета Аннинской волости Волоколамского уезда, проживало 310 жителей (140 мужчин, 170 женщин), насчитывалось 59 крестьянских хозяйств.
С 1929 года — населённый пункт в составе Волоколамского района Московского округа Московской области. Постановлением ЦИК и СНК от 23 июля 1930 года округа как административно-территориальные единицы были ликвидированы.
1929—1939 гг. — деревня Авдотьинского сельсовета Волоколамского района.
1939—1952 гг. — деревня Ченецкого сельсовета Волоколамского района.
1952—1954 гг. — деревня Ефремовского сельсовета Волоколамского района.
1954—1963 гг. — деревня Строковского сельсовета Волоколамского района.
1963—1964 гг. — деревня Строковского сельсовета Волоколамского укрупнённого сельского района.
1964—1965 гг. — деревня Ченецкого сельсовета Волоколамского укрупнённого сельского района.
1965—1994 гг. — деревня Ченецкого сельсовета Волоколамского района.
В 1994 году Московской областной думой было утверждено положение о местном самоуправлении в Московской области, сельские советы как административно-территориальные единицы были преобразованы в сельские округа.
1994—2006 гг. — деревня Ченецкого сельского округа Волоколамского района.
С 2006 года — деревня сельского поселения Кашинское Волоколамского муниципального района Московской области.